# Ištvan Dudaš
Ištvan Dudaš (Servisch: Иштван Дудаш, Hongaars: Dudás István) (Bačka Topola, 2 augustus 1973) is een voormalige Servische voetbaldoelman.